# Beter Voor Dordt
Beter Voor Dordt is een lokale politieke partij in de gemeente Dordrecht, in de Nederlandse provincie Zuid-Holland. De partij is opgericht in 2005 door Piet Sleeking, Leny Kuhlemeier-Booij en David Schalken-den Hartog nadat zij in 2004 uit de fractie van de partij ECO-Dordt waren gestapt.
Bij de verkiezingen van 2018 verloor de partij zes zetels, maar bleef met acht van de 39 raadsleden de grootste partij in de gemeenteraad.

## Geschiedenis

### 2006-2010
Op 7 maart 2006 deed Beter Voor Dordt voor het eerst mee met de gemeenteraadsverkiezingen en behaalde zij 6 van de 39 zetels. Ondanks deze verkiezingswinst werd Beter Voor Dordt buiten het college van burgemeester en wethouders gehouden. De samenwerking van PvdA, VVD, CDA en ChristenUnie-SGP, die tussen 2002 en 2006 het Dordtse college van B en W vormden, werd voortgezet.

### 2010-2014
Na vier jaar in de oppositie te hebben gezeten en een stevige campagne te hebben gevoerd won Beter Voor Dordt de verkiezingen van 3 maart 2010 met bijna 36% van de stemmen. Hierdoor werd Beter Voor Dordt de grootste partij van Dordrecht en kwam in de gemeenteraad met 15 van de 39 zetels. De Partij van de Arbeid, jarenlang de grootste partij in Dordrecht, halveerde van 12 naar 6 zetels.
Als grootste partij lag het initiatief tot het formeren van een nieuw college van B enW bij Beter Voor Dordt. Na een (in)formatieperiode van een kleine acht weken werd op 27 april 2010 samen met de VVD en het CDA een coalitieakkoord gepresenteerd en vastgesteld in de raad. VVD en CDA leverden elk een wethouder, Beter Voor Dordt leverde in de periode 2010-2014 drie wethouders:
- P.H. (Piet) Sleeking: locoburgemeester, wethouder ruimtelijke ordening, vergunningverlening, handhaving en bestuurlijke vernieuwing
- H.P.A. (Harry) Wagemakers: wethouder zorg, welzijn, jeugd, duurzaamheid en recreatie
- R.E.C. (Rinette) Reynvaan-Jansen: wethouder wonen, leefbaarheid en sport

Het college kon rekenen op een meerderheid in de raad van 23 zetels (BVD 15 zetels, VVD 5 zetels en CDA 3 zetels). Voor het eerst sinds de Tweede Wereldoorlog had de Partij van de Arbeid geen zitting in het college van B&W van Dordrecht. Nadat Piet Sleeking zitting nam in het college werd David Schalken-den Hartog fractievoorzitter.
In januari 2013 viel er 's nachts een 18 kilo zware lamp van het plafond van het zwembad van de Sportboulevard. Niemand raakte gewond. Verantwoordelijk wethouder Reynvaan kwam onder vuur te staan, mede omdat een kleine anderhalf jaar eerder in Tilburg een soortgelijk incident plaatsvond waarbij een baby om het leven kwam. Bovendien was de Sportboulevard pas enkele jaren daarvoor, in 2010, opgeleverd. Na een langdurig interpellatiedebat een aantal weken later, was het vertrouwen in de wethouder hersteld. Er werd geen motie van wantrouwen of afkeuring ingediend.

#### Mutaties
- In september 2010 verliet raadslid Piet van der Eijk de gemeenteraad om persoonlijke redenen. Hij werd opgevolgd door Diana Kensenhuis.
- Op 9 oktober 2010 overleed raadslid Jens van der Vorm-de Rijke. Ad van Dongen werd daarop in december 2010 beëdigd als vijftiende raadslid namens Beter Voor Dordt.
- In december 2011 verlieten twee fractieleden de fractie van Beter Voor Dordt. Nancy Witsen-Elias en Diana Kensenhuis waren niet tevreden over de koers van de partij en gingen samen verder onder de naam WEK Dordrecht (naar Witsen-Elias en Kensenhuis). Ondanks hun vertrek kon het college met 21 zetels op voldoende steun blijven rekenen in de gemeenteraad.

### 2014-2018
Op 19 maart 2014 won Beter Voor Dordt opnieuw de verkiezingen met 14 zetels en werd net als in 2010 de grootste partij van de Dordtse gemeenteraad. Hiermee werden de verloren zetels door de afsplitsing van WEK eind 2011 deels terugwonnen.

#### Formatie nieuw college
Beter Voor Dordt heeft als winnaar van de verkiezingen opnieuw het initiatief gekregen voor het formeren van een nieuw college voor de periode 2014-2018. Twee dagen na de verkiezingen, op 21 maart 2014, heeft er een duidingsdebat plaatsgevonden in de gemeenteraad. Ondanks dat de oude coalitie van BVD, VVD en CDA haar meerderheid in de raad heeft behouden vindt een meerderheid deze basis van 21 zetels toch te smal. Op initiatief van Beter Voor Dordt werd Jan Herman de Baas aangewezen als informateur met de opdracht een mogelijke coalitie te verkennen op basis van de verkiezingsuitslag en de samenwerking in de vorige bestuursperiode.

### 2018-2022
Beter Voor Dordt verloor bij de verkiezingen van 2018 zes zetels, maar bleef met acht van de 39 de grootste partij in de raad. De partij vormde een coalitie met VVD, CDA en ChristenUnie/SGP.

### 2022-heden
Beter voor Dordt verloor bij de verkiezingen van 2022 drie zetels. Hierdoor startte de partij met vijf zetels in de gemeenteraad. Door onenigheid stapte een aantal raadsleden op en daalde de zetels naar drie.  

## Volksvertegenwoordiging[3]
| Gemeenteraadsverkiezingen | Gemeenteraadsverkiezingen | Gemeenteraadsverkiezingen |
| Jaar                      | Percentage                | Zetels                    |
| ------------------------- | ------------------------- | ------------------------- |
| 2006                      | 14,89                     | 6                         |
| 2010                      | 35,90                     | 15                        |
| 2014                      | 33,27                     | 14                        |
| 2018                      | 18,4                      | 8                         |
| 2022                      | 11,7                      | 5                         |

## Trivia
- Ad van Dongen was na zijn beëdiging in december 2010 niet het eerste raadslid met de achternaam Van Dongen. Zijn echtgenote Jacqueline van Dongen (eveneens van Beter Voor Dordt) en Jan Willem van Dongen (D66) dragen dezelfde achternaam wat nog weleens tot enige verwarring kon leiden. Een echtpaar in de Dordtse raad is overigens niet nieuw: in de periode 2006-2010 vormden de raadsleden Kim Bruggeman (CDA) en Katja Rusinovic (PvdA) een echtpaar.